# Herbers
Herbers (hiszp. Herbés) – gmina w Hiszpanii, w prowincji Castellón, we wspólnocie autonomicznej Walencja, o powierzchni 27,12 km². W 2011 roku liczyła 56 mieszkańców.
Do roku 2020 gmina nosiła hiszpańską nazwę Herbés, jednak na mocy dekretu Rady Generalitat Valenciana z 4 września 2020 r. jako wyłączną przyjęto nazwę walencką (katalońską) – Herbers.